# 皮塔爾
皮塔爾是哥倫比亞的城鎮，位於該國西南部，由乌伊拉省負責管轄，始建於1664年，面積210平方公里，海拔高度935米，2005年人口12,811，人口密度每平方公里61人。
2°59′13″N 75°49′34″W / 2.987°N 75.826°W